# Tiruchengode
Tiruchengode (o Tiruchengodu) è una suddivisione dell'India, classificata come municipality, di 80.177 abitanti, situata nel distretto di Namakkal, nello stato federato del Tamil Nadu. In base al numero di abitanti la città rientra nella classe II (da 50.000 a 99.999 persone).

## Geografia fisica
La città è situata a 11° 22' 60 N e 77° 55' 60 E e ha un'altitudine di 229 m s.l.m..

## Società

### Evoluzione demografica
Al censimento del 2001 la popolazione di Tiruchengode assommava a 80.177 persone, delle quali 40.798 maschi e 39.379 femmine. I bambini di età inferiore o uguale ai sei anni assommavano a 8.208, dei quali 4.256 maschi e 3.952 femmine. Infine, coloro che erano in grado di saper almeno leggere e scrivere erano 57.871, dei quali 32.243 maschi e 25.628 femmine.